# Silvio José Báez Ortega
Silvio José Báez Ortega, né le 28 avril 1958 à Masaya, est un religieux catholique nicaraguayen. Il obtient un doctorat de l'Université pontificale grégorienne, puis travaille au Guatemala et au Vatican de 1989 à 2009. À cette date, le pape Benoît XVI le désigne comme évêque auxiliaire de l'archidiocèse de Managua. En 2019, victime de menaces de mort, il décide de s'exiler. En février 2023, il est privé de sa nationalité nicaraguayenne.

## Biographie
Silvio José Báez Ortega est né le 28 avril 1958. Il est ordonné prêtre le 15 janvier 1989. En avril 2009 il est désigné comme évêque auxiliaire de l'archidiocèse de Managua et évêque titulaire de Zica (de).
Alors que Silvio José Báez reçoit des menaces de mort, le pape François lui demande de s'exiler pour se protéger. Il quitte le Nicaragua en avril 2019.
Le 16 février 2023, Silvio José Báez Ortega est déchu de sa nationalité nicaraguayenne par les autorités du pays. C'est aussi le cas pour l'évêque Rolando José Álvarez Lagos condamné par ailleurs à 26 ans de prison.